# Nikola Topić
Nikola Topić (* 10. August 2005 in Novi Sad) ist ein serbischer Basketballspieler.

## Werdegang
Der Sohn des ehemaligen jugoslawischen Basketballnationalspielers Milenko Topić spielte in seiner Heimatstadt Novi Sad für den Verein KK Defense. Er wechselte 2020 in die Jugend von KK Roter Stern Belgrad. Im Spieljahr 2021/22 wurde er erstmals in Roter Sterns Herrenmannschaft in der Adriatischen Basketballliga eingesetzt. Er lief zeitweise als Leihspieler für KK Slodes Belgrad, OKK Belgrad und KK Mega Basket auf.
Die NBA-Mannschaft Oklahoma City Thunder sicherte sich Ende Juni 2024 die Dienste des Serben. Beim Draftverfahren wurde der für seine Stärken als Korbvorbereiter bekannte Topić an zwölfter Stelle ausgewählt. Zu diesem Zeitpunkt litt er unter den Nachwirkungen eines Kreuzbandanrisses, der eine monatelange Pause notwendig machte. Deshalb kam Topić in der Saison 2024/25 nicht zum Einsatz. Seine Mannschaft gewann im Juni 2025 den NBA-Meistertitel.

### Nationalmannschaft
Mit der serbischen U18-Auswahl wurde er 2023 Europameister dieser Altersklasse und erhielt die Auszeichnung als bester Spieler des Turniers.